# Georg Christoph Petri von Hartenfels

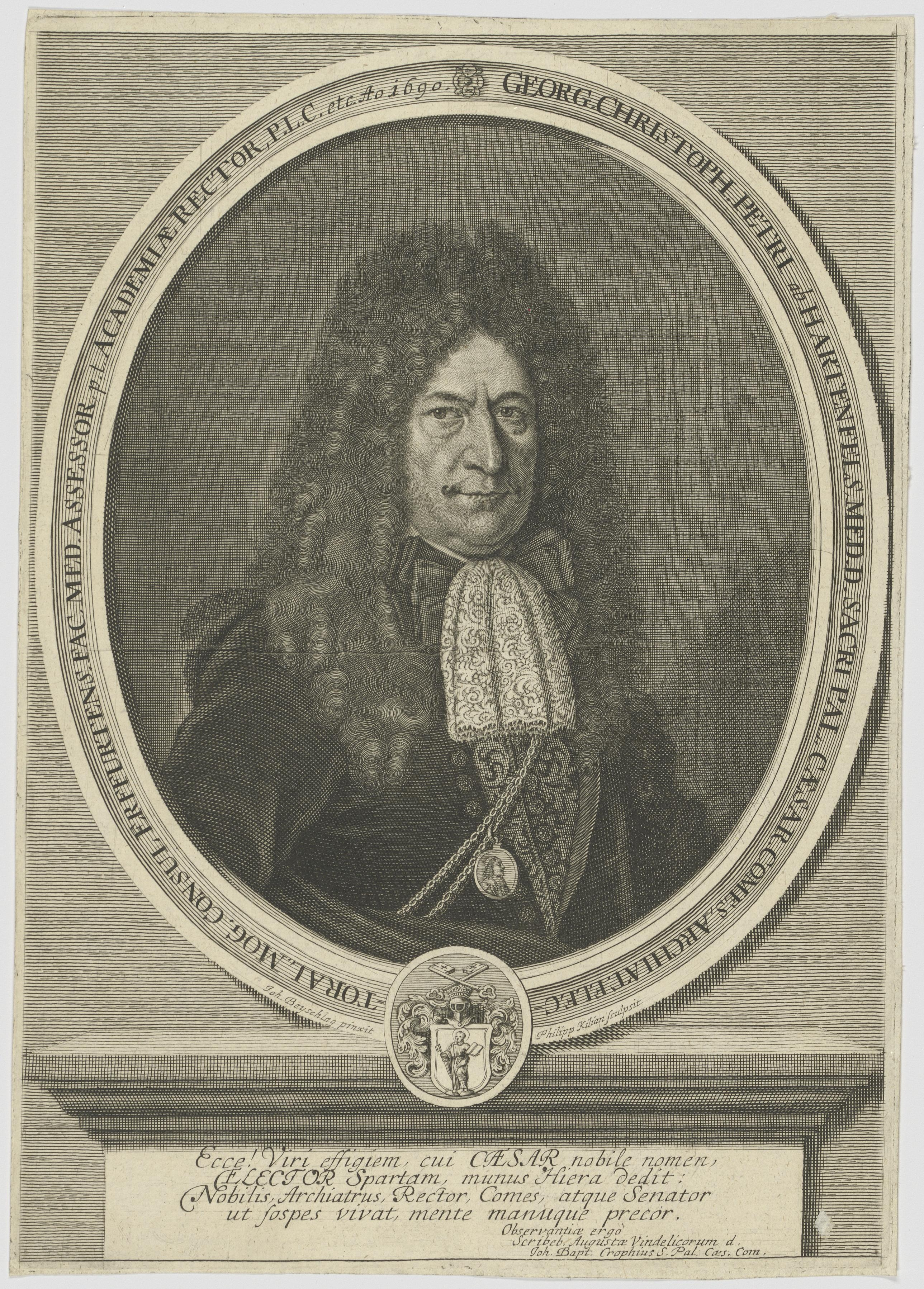
Porträt

Georg Christoph Petri von Hartenfels (* 13. Februar 1633 in Erfurt; † 6. Dezember 1718 ebenda) war ein deutscher Arzt, Naturwissenschaftler und Hochschullehrer.
Der Sohn eines Kaufmanns studierte in Erfurt, Jena, Groningen und Leipzig. Nach Diensten bei dem Grafen Heinrich V. von Reuss zu Greiz (1655 als Hofmeister, 1657 als Leibarzt) wurde er Garnisons-Medicus in Erfurt. Von 1666 an machte er Karriere im kurmainzischen bzw. städtischen Medizinal-Dienst und im Erfurter Rat. Zuletzt war er (ab 1692) oberster Bürgermeister, kurmainzischer Rat und Leibmedicus. Seit 1663 Universitätsprofessor, bekleidete er an der Universität Erfurt von 1689 bis 1692 das Amt des Rektors. Von Kaiser Leopold wurde er 1689 in den Adelsstand als von Hartenfels erhoben. Am 29. Juli 1662 wurde er mit dem Beinamen Achilles I. als Mitglied (Matrikel-Nr. 25) in die Academia Naturae Curiosorum, die heutige Deutsche Akademie der Naturforscher Leopoldina, aufgenommen.
Unter seinen vielen, überwiegend lateinischen Schriften sind hervorzuheben eine Schrift gegen die Pest und die Elephantographia Curiosa (1715).